# ДвДНК вируси
Двойноверижните ДНКови вируси са първата група от шестте групи вируси на балтиморската класификация. Носител на генетичния материал е линейна или кръгова двойноверижна ДНК молекула.
Геномната организация в рамките на групата варира значително. Някои от представителите имат кръгови геноми (Baculoviridae, Papovaviridae и Polydnaviridae) докато други имат линейни геноми (Adenoviridae, Herpesviridae и някои фаги). Някои семейства имат смесени кръгови и линейни геноми (фагът T4 и някои Iridoviridae). Други имат линейни геноми с ковалентно затворени краища (Poxviridae и Phycodnaviridae).
Разредите в рамките на тази група се определят по-скоро въз основа на морфологията, отколкото на сходството в ДНК последователността. Смята се, че морфологията в тази група е по-консервативна отколкото последователността или сходството в подредбата на гените, която е изключително променлива. Групата включва три разреда и 33 семейства. Предложен е четвърти разред — Megavirales — за нуклеоцитоплазмените големи ДНКови вируси. Описани са четири рода, които още не са причислени към семейство. Вида Sulfolobus turreted icosahedral virus (STIV) е така необичаен и различен от всички други, описани преди това вируси, че почти сигурно ще бъде поставен в ново семейство на следващото преразглеждане на вирусните семейства.
Петнадесет семейства имат гликопротеинови обвивки над капсида. Те включват и трите семейства в разред Herpesvirales и следните други семейства: Ascoviridae, Ampullaviridae, Asfarviridae, Baculoviridae, Fuselloviridae, Globuloviridae, Guttaviridae, Hytrosaviridae, Iridoviridae, Lipothrixviridae, Nimaviridae и Poxviridae.
Бактериофагите, принадлежащи към семейството Tectiviridae и Corticoviridae имат двуслойна липидната мембрана под икосаедричния протеинов капсид, която обгражда генома.
Геномите в тази група се различават значително по големина: от ~ 20 килобази до над 1.2 мегабази дължина.

## Таксономия
- Разред Caudovirales
  - Семейство Myoviridae – Enterobacteria фаг T4
  - Семейство Podoviridae – Enterobacteria фаг T7
  - Семейство Siphoviridae – Enterobacteria фаг λ

- Разред Herpesvirales
  - Семейство Alloherpesviridae
  - Семейство Herpesviridae - херпесвируси, Varicella Zoster
  - Семейство Malacoherpesviridae

- РазредLigamenvirales
  - Семейство Lipothrixviridae
  - Семейство Rudiviridae

- Неопределени семейства
  - Семейство Adenoviridae – аденовируси
  - Семейство Ampullaviridae
  - Семейство Ascoviridae
  - Семейство Asfarviridae
  - Семейство Bacilloviridae
  - Семейство Baculoviridae
  - Семейство Bicaudaviridae
  - Семейство Clavaviridae
  - Семейство Corticoviridae
  - Семейство Fuselloviridae
  - Семейство Globuloviridae
  - Семейство Guttaviridae
  - Семейство Hytrosaviridae
  - Семейство Iridoviridae
  - Семейство Marseilleviridae
  - Семейство Megaviridae
  - Семейство Mimiviridae
  - Семейство Nimaviridae
  - Семейство Papillomaviridae
  - Семейство Phycodnaviridae
  - Семейство Plasmaviridae
  - Семейство Polydnaviruses
  - Семейство Polyomaviridae
  - Семейство Poxviridae – включва вируса на дребната шарка
  - Семейство Tectiviridae

- Неопределени родове
  - Dinodnavirus
  - Nudivirus
  - Salterprovirus
  - Rhizidiovirus

- Неопределени видове
  - Bandicoot papillomatosis carcinomatosis virus
  - KIs-V
  - Haloarcula hispanica pleomorphic virus 1
  - Haloarcula hispanica SH1 virus
  - Mavirus virophage
  - Organic Lake virophage
  - Sputnik virophage
  - Sulfolobus turreted icosahedral virus
  - Thermus aquaticus бактериофаг IN93
  - Thermus thermophilus бактериофаг P23-77